# Dong Ha (actor)
Kim Hyung-kyu (hangul= 김형규, RR= Gim Hyeong-gyu) mejor conocido artísticamente como Dong Ha (hangul= 동하, RR= Dong Ha), es un actor surcoreano.

## Biografía
Estudió en la Universidad Daekyeung (대경대학교).
Es buen amigo del actor y cantante Joo Jin-woo (주진우), también es amigo del cantante Kang Daniel.
El 27 de abril del 2018 inició su servicio militar obligatorio.

## Carrera
Actualmente es miembro de la agencia "J.Wide Company" (제이와이드컴퍼니). Previamente fue miembro de las agencias "Management AND" y "BH Entertainment" hasta el 2016.
Fue aprendiz de la agencia JYP Entertainment por un año.
En el 2014 se unió al elenco recurrente de la serie Three Days donde dio vida al asesino Yo-han, quien juega una parte importante en el caso.
En octubre del 2015 se unió al elenco recurrente de la serie Glamorous Temptation donde interpretó a Shin Bum-soo, el hermano menor de Shin Eun-soo (Choi Kang-hee), un joven y popular cantante, cuyo único interés es ver a su hermana feliz, hasta el final de la serie en marzo del 2016.
En junio del 2016 se unió al elenco recurrente de la serie A Beautiful Mind donde dio vida a Yang Sung-eun, un residente de tercer año del hospital.
En enero del 2017 se unió al elenco recurrente de la serie Good Manager (también conocida como "Chief Kim") donde interpretó a Park Myung-suk, un miembro del equipo de contabilidad del grupo "TQ" y el hijo del CEO Park Hyun-do (Park Yeong-gyu).
En mayo del mismo año se unió al elenco recurrente de la serie Suspicious Partner donde dio vida a Jung Hyun-soo, un repartidor y peligroso asesino en serie psicópata, responsable de la muerte de Jang Hee-joon (Hwang Chan-sung), el exnovio de la abogada Eun Bong-hee (Nam Ji-hyun), crimen por el cual ella es acusada.
El 22 de noviembre del mismo año se unió al elenco principal de la serie Judge vs. Judge (también conocida como "Nothing to Lose") donde interpretó al fiscal Do Han-joon, un joven oficial de la ley cuya vida da un vuelco cuando sus padres se convierten en sospechosos de un crimen, hasta el final de la serie el 11 de enero del 2018.

## Filmografía

### Series de televisión
| Año             | Título                                     | Personaje               | Notas        |
| --------------- | ------------------------------------------ | ----------------------- | ------------ |
| 2020 - presente | Homemade Love Story                        | Jang Joon-ah            | (ep. #17-)   |
| 2018            | Queen of Mystery 2                         | Park Ki-bum             | 3 episodios  |
| 2017 - 2018     | Judge vs. Judge                            | Do Han-joon             | 32 episodios |
| 2017            | Drama Special: You Are Closer Than I Think | Jung Soon-taek          | 1 episodio   |
| 2017            | Suspicious Partner                         | Jung Hyun-soo           | 22 episodios |
| 2017            | Good Manager                               | Park Myung-suk          |              |
| 2016            | A Beautiful Mind                           | Yang Sung-eun           |              |
| 2015 - 2016     | Glamorous Temptation                       | Shin Bum-soo            |              |
| 2015            | Last                                       | Samagwui ("Mantis")     |              |
| 2015            | This is My Love                            | Lee Hyun-bal (de joven) |              |
| 2015            | My Heart Twinkle Twinkle                   | Sun-woo                 | [ 19 ]       |
| 2014            | Glorious Day                               | Seo In-woo              |              |
| 2014            | Three Days                                 | Yo-han                  |              |
| 2013            | Empire of Gold                             | Choi Yong-jae           |              |
| 2009            | The Accidental Couple                      | Kim Suk-hyun            |              |

### Películas
| Año  | Título           | Personaje                 | Notas                                                                                |
| ---- | ---------------- | ------------------------- | ------------------------------------------------------------------------------------ |
| 2018 | Default          | Chaebol de 3.ª generación | junto a Kim Hye-soo, Yoo Ah-in, Heo Joon-ho, Vincent Cassel, Um Hyo-sup y Jo Woo-jin |
| 2015 | Intimate Enemies | Chang-joon                | junto a Ryoo Seung-bum, Go Joon-hee, Ryu Hyun-kyung, Sam Okyere y Kim Eung-soo       |
| 2011 | Beautiful Legacy | Kyung-tae                 | junto a Kim Min-soo, Lee Eun, Im Hyun-sung y Jeon Moo-song                           |
| 2010 | Hero             | Shim Dan                  | junto a Han Ye-won, Han Jung-woo, Son Ho-young, Lee Da-in, Kwak Min-ho y Na Tae-joo  |

### Apariciones en programas
| Año  | Título                        | Notas                 |
| ---- | ----------------------------- | --------------------- |
| 2017 | Radio Star                    | (ep. #538) - invitado |
| 2017 | One Night of TV Entertainment | invitado              |
| 2011 | SBS 기적의 오디션             |                       |

### Teatro
| Año  | Título                                           | Personaje     | Notas |
| ---- | ------------------------------------------------ | ------------- | ----- |
| 2013 | Bring Me My Chariot of Fire (나에게 불의 전차를) | Yang Nam-sung |       |

## Embajador
| Año | Título                   | Notas |
| --- | ------------------------ | ----- |
| -   | 홍명보 장학재단 홍보대사 |       |

## Premios y nominaciones
| Año  | Categoría                                             | Premio                        | Trabajo                    | Resultado |
| ---- | ----------------------------------------------------- | ----------------------------- | -------------------------- | --------- |
| 2017 | Excellence Award, Actor in a Wednesday–Thursday Drama | 25th SBS Drama Award          | Judge vs. Judge            | Nominado  |
| 2017 | Best New Actor                                        | 25th SBS Drama Award          | Judge vs. Judge            | Nominado  |
| 2017 | Best Supporting Actor                                 | 31st KBS Drama Award          | Good Manager               | Nominado  |
| 2017 | Best Supporting Actor                                 | 31st KBS Drama Award          | You’re Closer Than I Think | Nominado  |
| 2011 | BBF New Actor Award                                   | 6th Asia Model Festival Award | -                          | Ganó      |